# کالیننیکی
کالیننیکی (انگلیسی: Kalinniki) یک شهرک در شهرستان بیرسکی باشقیرستان کشور روسیه است.